# Alex Cooley
Alex Cooley (* 15. Dezember 1939 in Atlanta, Georgia, Vereinigte Staaten; † 1. Dezember 2015 in Ponte Vedra Beach, Florida) war ein US-amerikanischer Veranstalter von Rockkonzerten und Musikfestivals. In den Medien erhielt er Bezeichnungen wie „The Mayor of Music“ (der Bürgermeister der Musik) und „the Guy who brought Rock and Roll to Atlanta“ (der Kerl, der Rock and Roll nach Atlanta brachte).

## Leben und Werk
Nachdem er das Miami Pop Festival besucht hatte, beschloss Alex Cooley, ähnliche Festivals in seiner Heimatstadt Atlanta zu organisieren. Am 4. und 5. Juli 1969, über einen Monat vor dem Woodstock-Festival, fand das erste Atlanta International Pop Festival statt. Zu den Teilnehmern zählten Janis Joplin, Johnny Winter, Blood, Sweat & Tears, Canned Heat, Joe Cocker, Creedence Clearwater Revival, Led Zeppelin und viele mehr. Das Festival zog mehr als 100.000 Zuschauer an (manche Schätzungen gehen bis zu 150.000). Die zweite (und letzte) Ausgabe des Festivals im Jahr darauf war mit 500.000 Zuschauern an drei Festivaltagen sogar noch erfolgreicher.
In seiner vier Jahrzehnte umfassenden Karriere organisierte Alex Cooley tausende von Konzerten und brachte fast alle namhaften populären Musiker nach Atlanta. Er betrieb einige bekannte Rocktheater, darunter Alex Cooley’s Electric Ballroom (1974–1979) und The Great Southeast Music Hall, und begründete 1994 mit seinem langjährigen Geschäftspartner Peter Conlon das Music Midtown Festival.
1987 wurde Alex Cooley in die Georgia Music Hall of Fame aufgenommen.